# 1893 na literatura

## Nascimentos
| Data           | Nome               | Profissão                                                         | Nacionalidade  | Observações | Ref   |
| -------------- | ------------------ | ----------------------------------------------------------------- | -------------- | ----------- | ----- |
| 12 de Janeiro  | Alfred Rosenberg   | político e escritor                                               | Alemanha       | m. 1943     |       |
| 18 de Março    | Wilfred Owen       | poeta e militar                                                   | Inglaterra     | m. 1918     |       |
| 21 de Março    | Bruno de Menezes   | escritor                                                          | Brasil         | m. 1963     |       |
| 7 de Abril     | Almada Negreiros   | artista e escritor                                                | Portugal       | m. 1970     |       |
| 7 de Maio      | Orestes Barbosa    | poeta                                                             | Brasil         | m. 1966     |       |
| 22 de maio     | Cesídio Ambrogi    | poeta                                                             | Brasil         | m. 1974     |       |
| 10 de junho    | Eduardo dos Santos | jornalista e escritor                                             | Portugal       | m. 1946     | [ 1 ] |
| 22 de Agosto   | Dorothy Parker     | escritora                                                         | Estados Unidos | m. 1967     |       |
| 9 de Outubro   | Mário de Andrade   | escritor                                                          | Brasil         | m. 1945     |       |
| 11 de Dezembro | Alceu Amoroso Lima | crítico literário, professor, pensador, escritor e líder católico | Brasil         | m. 1983     |       |

## Mortes
| Data        | Nome                | Profissão  | Nacionalidade | Observações | Ref |
| ----------- | ------------------- | ---------- | ------------- | ----------- | --- |
| 6 de Julho  | Guy de Maupassant   | escritor   | França        | n. 1850     |     |
| 16 de Julho | Antonio Ghislanzoni | romancista | Itália        | n. 1824     |     |